# Malariamyggor
Malariamyggor (Anopheles) är ett släkte av myggor. Flera av arterna har en viktig inverkan på människan genom att de är så kallade biologiska vektorer som sprider malaria. Vissa, till exempel Anopheles stephensi sprider dessutom malaria till gnagare. Malariamyggor kan man känna igen på att när de sitter på ett underlag så är kroppen framåtlutad och inte parallell med underlaget.
Det finns omkring 400 arter i släktet, av vilka 30–40 sprider fyra olika arter av Plasmodium-parasiter som orsakar malaria. Anopheles gambiae är en av de mest kända arterna eftersom den spelar avgörande roll vid spridningen av den farligaste av dessa parasiter – Plasmodium falciparum.

## Beskrivning

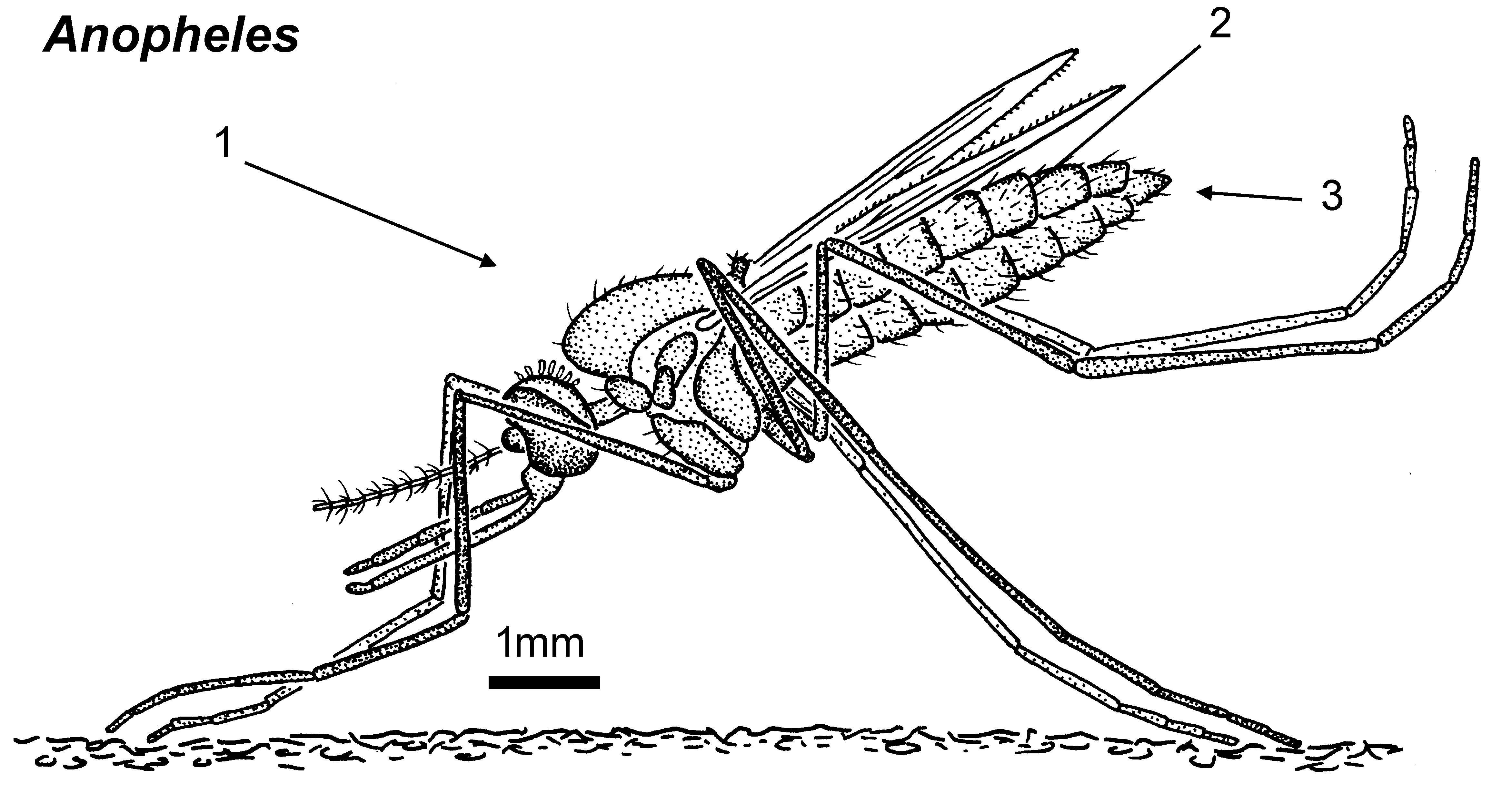
Framåtlutad vilställning hos Anopheleshona

I likhet med de flesta andra myggor har malariamyggor trådformade antenner och slanka kroppar. Speciellt för malariamyggorna är en framåtlutad vilställning. 

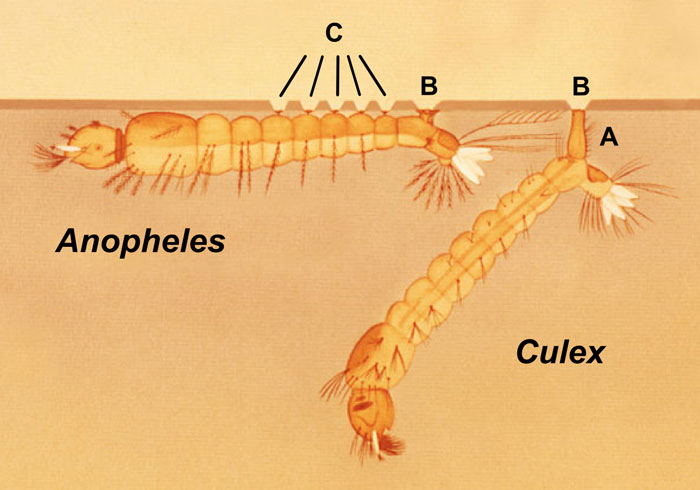
Ställning i vatten hos malariamyggans larv jämfört med andra mygglarvers. B visar det korta andningsröret och C de delvis hydrofoba håren som håller larven flytande.

Malariamyggornas larver känns igen på att de ligger parallellt med vattenytan då de andas.

## Utvecklingsstadier
Som alla myggor går malariamyggorna genom fyra utvecklingsstadier under sin livscykel: ägg, larv, puppa och imago (vuxen). De tre första utvecklingsstadierna lever malariamyggorna i vatten och dessa varar sammanlagt 5–14 dagar, beroende på art och temperatur. Det är under det vuxna stadiet som honorna fungerar som spridare av malaria. Vuxna honor kan leva i upp till en månad, men vanligen 1–2 veckor.

### Ägg
Vuxna honor lägger 50–200 ägg per gång. Äggen läggs ett och ett direkt på vattnet och kännetecknas av att de har flythjälp på båda sidor. De kläcks inom 2–3 dagar, men om det är kallt kan det ta upp till 2–3 veckor.

### Larver
Malariemygglarver har ett välutvecklat huvud och en stor mellankropp samt en bakkropp som är uppdelad i segment. De saknar ben.

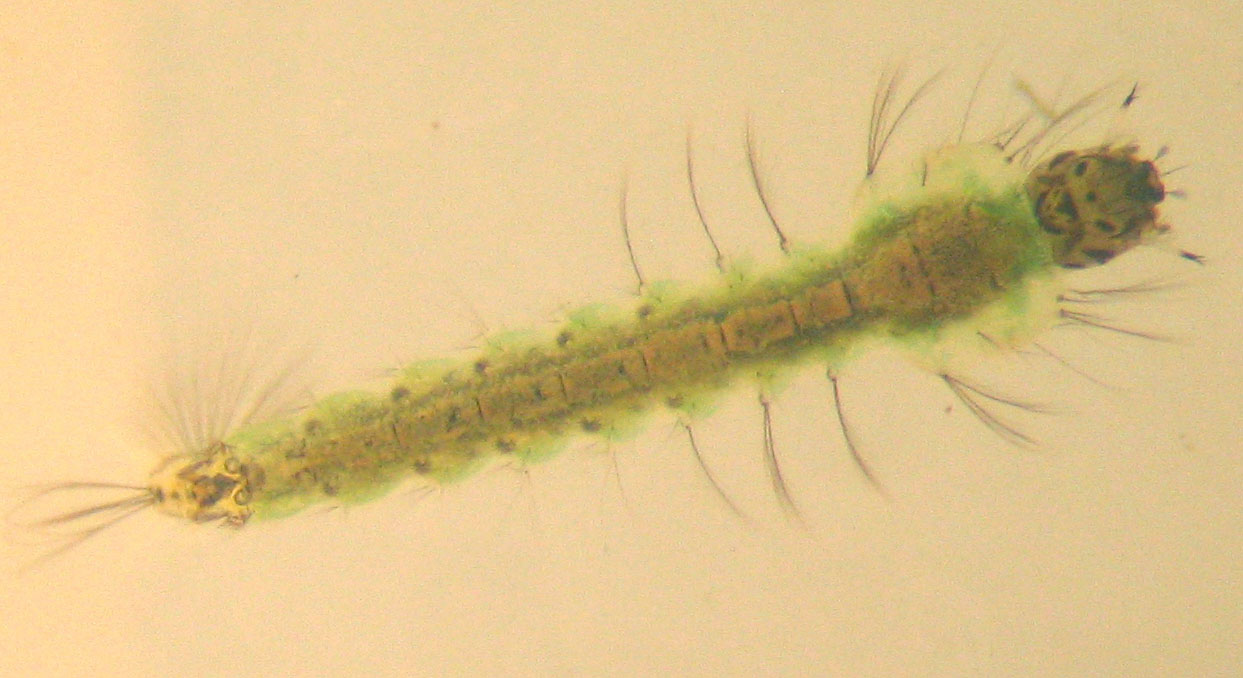
Larv av Anopheles fångad 2007 i en trädgårdsdamm i München.

### Puppa
Puppan ser ut som ett kommatecken när den ses från sidan. Puppstadiet varar bara ett par dagar.

### Imago
Som hos alla myggor har imagon hos malariamyggor slanka tredelade kroppar: huvud, thorax och bakkropp. I Nordeuropa övervintrar malariamyggor i detta stadium.

## Utbredning
Släktet är utbrett över nästan hela världens tropiska, subtropiska och tempererade zoner. Det är emellertid frånvarande från de flesta (inte alla) av Stilla havets öar, som Nya Zeeland, Fiji och Nya Kaledonien. Det saknas också från diverse småöar i Atlanten. Beträffande habitat förekommer arterna i allt från kustlandskap till bergsterräng.

### Svenska arter
I Sverige finns åtta arter som tillhör släktet Anopheles, samtliga tillhör undersläktet Anopheles (Anopheles). Släktet kallas malariamyggor på svenska men arterna har sedan 2016 svenska namn från det gamla svenska ordet på dem, frossmygga.
In på 1930-talet var flera av malariamyggorna i Sverige infekterade med malariaparasiten, och följaktligen spred malaria i Sverige. Huvudsakliga vektorer var källarfrossmygga, stallfrossmygga och troligen även tvillingfrossmygga. Numera är emellertid svenska malariamyggor inte infekterade. Hemkommande malariasmittade turister skulle teoretiskt kunna bli stuckna av en svensk malariamygga, som därmed skulle kunna återsmitta den svenska malariamyggstammen. Hittills har man dock inte kunnat konstatera att så skett.
- undersläkte Anopheles
  - tvillingfrossmygga, Anopheles daciae Linton, Nicolescu & Harbach, 2004[a]
  - stallfrossmygga, Anopheles atroparvus van Thiel, 1927
  - brunryggad frossmygga, Anopheles algeriensis Theobald, 1903
  - skogsfrossmygga, Anopheles beklemishevi Stegnii & Kabanova, 1976
  - ljusstreckad frossmygga, Anopheles claviger (Meigen, 1804)
  - fläckfrossmygga, Anopheles  maculipennis Meigen, 1818
  - källarfrossmygga, Anopheles  messeae Falleroni, 1926
  - blygrå frossmygga, Anopheles  plumbeus Stephens, 1828

### Finska arter
I Finland finns sju arter: Anopheles daciae (tvillingfrossmygga, som emellertid ännu inte fått något finlandssvenskt namn), brunryggad frossmygga, skogsfrossmygga, ljusstreckad frossmygga, blygrå frossmygga, fläckfrossmygga och källarfrossmygga.
Alla de finska arterna tillhör undersläktet Anopheles.
Malarian avtog långsamt i Finland från tidigt 1800-tal och framåt, utan några egentliga motåtgärder. Det sista inhemska fallet (det vill säga det sista fallet som infekterades inom landet) registrerades 1954 (de senare fallen är alla importerade fall, som blivit stuckna utomlands). På 1930-talet hade malarian nästan helt försvunnit ur landet, med ett kortare uppblossande under andra världskriget. De involverade arterna var skogsfrossmygga, källarfrossmygga och troligen även tvillingfrossmygga.